# Lichenostomus keartlandi
Lichenostomus keartlandi é uma espécie de ave da família Meliphagidae.
É endémica da Austrália.